# Шатомејан
Шатомејан (фр. Châteaumeillant) насеље је и општина у централној Француској у региону Центар (регион), у департману Шер која припада префектури Сент Аман Монрон.
По подацима из 2011. године у општини је живело 2008 становника, а густина насељености је износила 47,27 становника/km². Општина се простире на површини од 42,48 km². Налази се на средњој надморској висини од 253 метара (максималној 388 m, а минималној 212 m).

## Демографија
| 1962. | 1968. | 1975. | 1982. | 1990. | 1999. | 2011. |
| ----- | ----- | ----- | ----- | ----- | ----- | ----- |
| 2.462 | 2.528 | 2.429 | 2.186 | 2.081 | 2.058 | 2.008 |

График промене броја становника у току последњих година